# Atlantic Rim
Atlantic Rim è un film del 2013 diretto da Jared Cohn.
Pellicola prodotta dalla The Asylum uscito direttamente per l'home video, è un mockbuster del film Pacific Rim prodotto da Warner Bros. Pictures/Legendary Pictures.

## Trama
In seguito al misterioso affondamento di una piattaforma petrolifera nel Golfo del Messico, vengono inviati sul fondo dell'oceano dall'esercito statunitense tre robot giganti (guidati da Tracy, Jim e dall'indisciplinato Red) per cercare di capire cosa è successo. I tre scoprono i resti della piattaforma e una colossale creatura marina, responsabile dell'affondamento, che ora si dirige verso la costa. Red ignora gli ordini dell'ammiraglio Hadley (che vuole mantenere segreti i robot) e si mette a combattere la creatura, sconfiggendola con l'aiuto di un caccia. Red, però, viene arrestato per aver disubbidito agli ordini, venendo comunque premiato per il suo atto di eroismo.
Sheldon Geise informa l'ammiraglio di aver scoperto che deve esserci un'altra creatura in circolazione e che si sta dirigendo verso New York. Dopo che la creatura ha attaccato una base navale e Red è stato liberato dai suoi compagni, Geise sostiene che l'unico sistema per fermare il mostro sia un attacco nucleare ma, dopo aver allontanato la creatura con un bombardamento convenzionale, l'ammiraglio rifiuta e autorizza una nuova missione dei robot giganti.
Gli automi adesso sono equipaggiati con un nuovo sistema che permette di controllarli con la forza del pensiero (rendendo così più rapidi i movimenti e le reazioni dei robot) e i tre, dopo un breve allenamento, si dirigono in volo verso New York per affrontare il mostro. Geise riesce di nascosto a ordinare il lancio di un missile nucleare, che però viene intercettato da Red che salva la città scagliando con un calcio la testata e il mostro nello spazio; l'esplosione uccide la creatura e rimanda Red sulla Terra. Nel finale i tre celebrano la vittoria in un bar in compagnia dell'ammiraglio Hadley.

## Accoglienza

### Critica
Dave Pace di Fangoria ha dato al film due stelle su quattro, chiamandolo "un testamento del perché non ci sono molti film live action su robot giganti contro mostri. È molto difficile farli bene e tenere il pubblico dalla tua parte. ATLANTIC RIM riesce a essere godibile per quanto sia goffo, e opera al livello 'so bad it's good'." Dread Central ha dato al film tre stelle su cinque, descrivendolo come "il monster movie supremo su un gruppo di ragazzotti in robot da battaglia che salvano New York da una bestia marina gigante che sembra frequentemente un animale smarrito, confuso e irritato che questi uomini di metallo colpiscono ancora e ancora."

## Sequel
Il 5 ottobre 2017, sono state annunciale le riprese di un sequel, intitolato Atlantic Rim: Resurrection; il sequel è uscito nel marzo del 2018.